# Primeira Liga 2000-01
La Primeira Liga 2000/01 fue la 67.ª edición de la máxima categoría de fútbol en Portugal. Boavista ganó su primer y hasta ahora único título de liga. Fue la segunda y última vez en la historia en que ni Porto, ni Benfica, ni Sporting de Portugal ganaron la liga. Esto sólo había ocurrido en la temporada 1945/46 cuando Belenenses finalizó por encima de los "3 grandes" clubes de Portugal.

## Tabla de posiciones
| Pos | Club                 | Pts | PJ | PG | PE | PP | GF | GC | Notas                               |
| 1   | Boavista             | 77  | 34 | 23 | 8  | 3  | 63 | 22 | Liga de Campeones                   |
| 2   | Porto                | 76  | 34 | 24 | 4  | 6  | 73 | 27 | Liga de Campeones (3ª ronda previa) |
| 3   | Sporting Portugal    | 62  | 34 | 19 | 5  | 10 | 56 | 37 | Copa UEFA                           |
| 4   | Sporting Braga       | 57  | 34 | 16 | 9  | 9  | 58 | 48 | -                                   |
| 5   | União de Leiria      | 56  | 34 | 15 | 11 | 8  | 46 | 41 | -                                   |
| 6   | Benfica              | 54  | 34 | 15 | 9  | 10 | 54 | 44 | -                                   |
| 7   | Belenenses           | 52  | 34 | 14 | 10 | 10 | 43 | 36 | -                                   |
| 8   | Beira-Mar            | 49  | 34 | 14 | 7  | 13 | 45 | 49 | -                                   |
| 9   | Paços de Ferreira    | 48  | 34 | 12 | 12 | 10 | 47 | 39 | -                                   |
| 10  | Salgueiros           | 43  | 34 | 13 | 4  | 17 | 41 | 55 | -                                   |
| 11  | Marítimo             | 43  | 34 | 12 | 7  | 15 | 34 | 37 | Copa UEFA                           |
| 12  | Alverca              | 43  | 34 | 12 | 7  | 15 | 45 | 52 | -                                   |
| 13  | Farense              | 39  | 34 | 10 | 9  | 15 | 37 | 47 | -                                   |
| 14  | Gil Vicente          | 37  | 34 | 10 | 7  | 17 | 34 | 41 | -                                   |
| 15  | Vitória de Guimarães | 36  | 34 | 9  | 9  | 16 | 41 | 49 | -                                   |
| 16  | Campomaiorense       | 32  | 34 | 7  | 11 | 16 | 29 | 58 | Descenso                            |
| 17  | Desportivo das Aves  | 22  | 34 | 4  | 10 | 20 | 31 | 68 | Descenso                            |
| 18  | Estrela da Amadora   | 19  | 34 | 4  | 7  | 23 | 30 | 57 | Descenso                            |

## Campeón
|                               |
| Campeón Boavista FC 1° título |

## Goleador
| Jugador        | Equipo   | Goles |
| -------------- | -------- | ----- |
| Renivaldo Pena | FC Porto | 22    |